# M577

M577 je obrněné velitelské vozidlo odvozené od pásového obrněného transportéru typu M113. Plní roli mobilního velitelského stanoviště na stupni prapor či brigáda.
Vozidlo je dodáváno se zvýšenou střechou, která umožňuje stát uvnitř vozidla, s možností rozšíření prostoru o vnější stanový přístřešek. Uvnitř vozidla jsou také rádia a jiné spojovací vybavení, a elektrické generátory pro ně.
Existuje také další varianta,  M1068 Standard Integrated Command Post System (standardní nosič integrovaného velitelského stanoviště), vybavená moderními automatickými systémy velení a řízení americké armády.
Vozidlo je plně obojživelné, na vodní hladině je poháněno pásy.
Bylo také licenčně vyráběno v Itálii firmou OTO Melara, a tamní armáda je také používala např. jako velitelské vozidlo oddílů samohybného dělostřelectva. 
Existují i odvozené sanitní a zdravotnické verze.

## Varianty

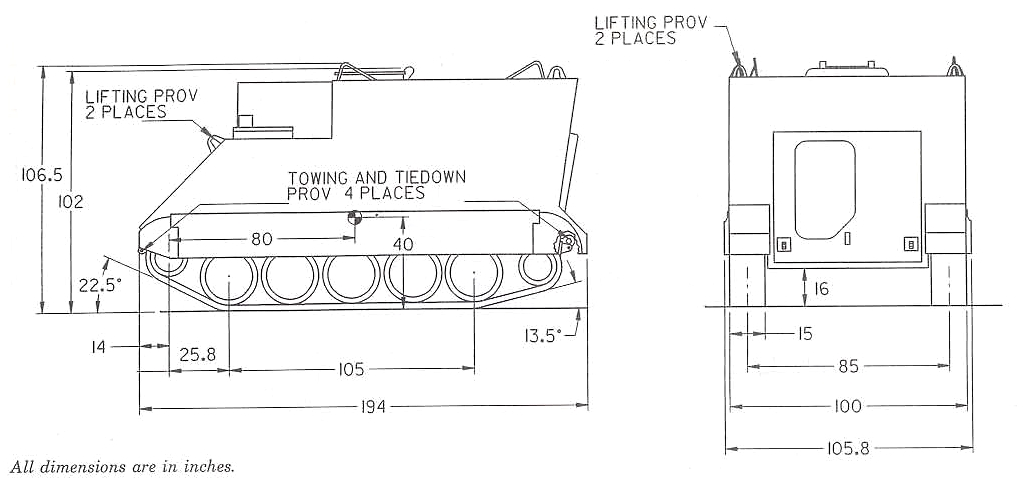
Nárys M577

M577
Původní výrobní provedení se zážehovým vidlicovým osmiválcem Chrysler 75M
M577A1
verze z roku 1964, původní zážehový motor vyměněn za vznětový
M577A2
nové zavěšení, které má za následek zvýšenou hmotnost, od roku 1979
M577A3
ve výrobě od roku 1994, tato verze má nový motor a nové ovládání pro řidiče

## Uživatelé

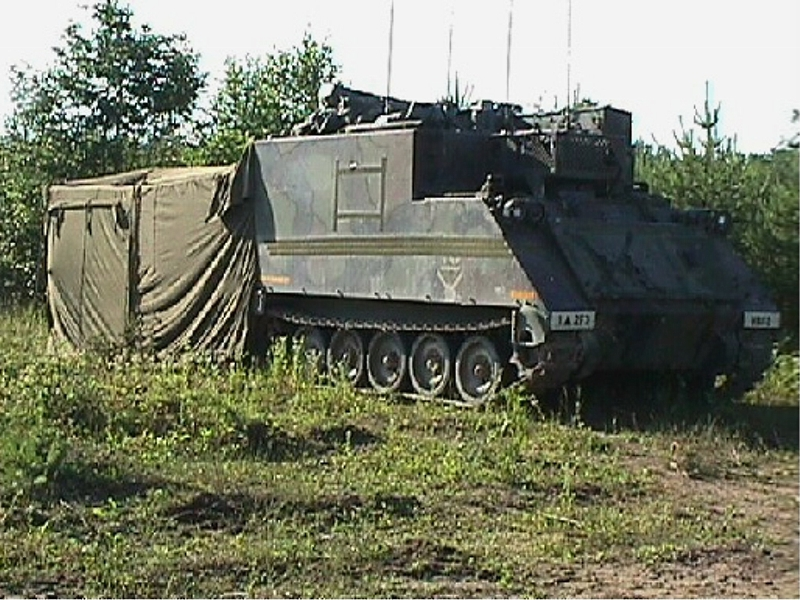
Vozidlo M577 se vztyčeným stanovým přístřeškem MCPS (Modular Command Post System)

### Současní
- Austrálie
- Brazílie
- Čínská republika (CM-26)
- Egypt
- Jordánsko
- Kanada
- Jižní Korea
- Kuvajt
- Libanon
- Litva
- Maroko
- Norsko
- Portugalsko
- Řecko
- Ukrajina[4]

### Bývalí
- Itálie
- Izrael
- Německo
- Nizozemsko
- Nový Zéland
- Polsko
- Spojené státy americké
- Španělsko